# Frank Stein (Politiker)
Frank Manfred Stein (* 23. Mai 1963 in Bensberg) ist ein deutscher Kommunalbeamter und Politiker (SPD). Seit dem 1. November 2020 ist er Bürgermeister der Stadt Bergisch Gladbach.

## Leben
Frank Stein wurde am 23. Mai 1963 in Bensberg (seit 1. Januar 1975 zu Bergisch Gladbach) geboren. Er wuchs in einem katholisch geprägten Arbeiterhaushalt in Engelskirchen auf und ist römisch-katholisch. Sein Vater war Facharbeiter bei den Kölner Ford-Werken, seine Mutter Schneiderin. Nach seinem Abitur am Aggertal-Gymnasium in Engelskirchen und Absolvierung seines Wehrdienstes in Stade studierte er von 1983 bis 1989 Rechtswissenschaften an der Universität zu Köln. Er schloss das Studium mit dem Zweiten Staatsexamen ab und arbeitete zunächst als Syndikusanwalt beim TÜV Rheinland, dann von 1993 bis 2000 als Finanzreferent des Deutschen- und Nordrhein-Westfälischen Städte- und Gemeindebundes.
Ab 2000 war Frank Stein über einen Zeitraum von 13 Jahren Beigeordneter für Bürger, Umwelt und Soziales der Stadt Leverkusen. 2013 wählte ihn der Rat der Stadt Leverkusen zum Kämmerer und Beigeordneten für Recht und Sicherheit sowie zum Allgemeinen Vertreter des Oberbürgermeisters. Nach über 17 Jahren Tätigkeit als Kommunalbeamter in Leverkusen, in denen er als ausgewiesener Haushalts- und Finanzexperte weithin Anerkennung erwarb, wechselte Stein 2017 in die Nachbarstadt Bergisch Gladbach, wo er seither das Amt des Kämmerers und Beigeordneten für Recht, Sicherheit und Ordnung sowie für Jugend und Soziales bekleidete.
Politisch wurde Frank Stein in jungen Jahren durch die Sozialliberale Koalition aus SPD und FDP geprägt. Mit 23 Jahren trat er der SPD bei, von 1992 bis 2000 war er Mitglied des Rates der Gemeinde Engelskirchen, zuletzt als Vorsitzender der SPD-Fraktion. Seit seiner Tätigkeit als Umweltdezernent der Stadt Leverkusen engagiert sich Frank Stein für kommunalen Umwelt- und Klimaschutz. Bei der Kommunalwahl am 13. September 2020 trat er als gemeinsamer Kandidat von SPD, Bündnis 90/Die Grünen und FDP für das Bürgermeisteramt an und konnte sich im ersten Wahlgang mit 52,32 % der Stimmen durchsetzen. Seit dem 1. November 2020 ist er Bürgermeister von Bergisch Gladbach.
Frank Stein ist verheiratet und Vater von zwei Kindern. Frank Steins Hobby ist Marathonlaufen. Im Jahr 2019 absolvierte er den Berlin-Marathon in unter vier Stunden.

## Mitgliedschaften und Auszeichnungen
Frank Stein ist Träger der Deutschen Feuerwehr-Ehrenmedaille des Deutschen Feuerwehrverbandes sowie Ehrenmitglied des Stadtfeuerwehrverbandes Leverkusen. Stein ist Mitglied der überparteilichen Europa-Union. Zudem ist er ehrenamtlicher Aufsichtsratsvorsitzender der Lebenshilfe Werkstätten Leverkusen/Rheinberg.